# Ганшина, Клавдия Александровна
Клавдия Александровна Ганшина (1881—1952) — советский лингвист и учёный в области педагогики, специалист по иностранным языкам, доктор филологических наук (1945), профессор (1924), член-корреспондент АПН РСФСР (1945).

## Биография
Родилась 2 (15) августа 1881 года в Варшаве. С 1915 года жила в Москве.
В 1901 году окончила Варшавские женские педагогические курсы. С целью повышения квалификации училась в Париже в 1902 и Гренобле в 1907 годах (Alliance Francaise). С 1901 года начала педагогическую деятельность — преподавательницей французского языка в женских и мужских гимназиях — сначала в Варшаве, затем — в Москве. С 1915 по 1918 год преподавала французский язык на Педагогических курсах З. Л. Степановой, с 1918 по 1922 год — на Педагогических курсах иностранных языков НКП (бывшие Варшавские женские педагогические курсы), а после их присоединения в 1922 году ко II МГУ заведовала отделением иностранных языков.
В 1918 году окончила Историко-филологический факультет Московского университета.
С 1919 года работала в Московском университете: с 1919 по 1922 год — лектор французского языка историко-филологического факультета, с 1922 по 1930 годы — преподаватель и профессор французского языка факультета общественных наук.
С 1934 по 1939 годы — руководитель языковой предметной комиссии и заведующая кафедрой иностранных языков исторического факультета Московского университета.
С 1937 по 1942 годы — заведующий кафедрой иностранных языков, с 1943 по 1952 годы — заведующий кафедрой французского языка филологического факультета Московского университета.
В 1938—1939 годы — профессор кафедры романской филологии 1 МГПИИЯ.
Одновременно с преподаванием в Московском университете, с 1944 по 1952 годы К. А. Ганшина была — заведующий кафедрой иностранного языка Московского городского педагогического института имени В. П. Потёмкина. Читала лекции по методике преподавания французского языка, лингвистическим основам методики преподавания иностранных языков. Кроме того, работала в РАНИОН, КУТВ, состояла в различных комиссиях, занимавшихся проблемами изучения и преподавания иностранных языков.
В 1921 защитила кандидатскую диссертацию, в 1943 году — докторскую диссертацию по теме: «Грамматика современного французского языка». В 1924 году К. А. Ганшиной присвоено учёное звание —профессора. В 1945 году К. А. Ганшина была избрана — член-корреспондентом Академии педагогических наук СССР.
Умерла 21 октября 1952 года в Москве. Похоронена на Введенском кладбище (участок 20).

## Основные работы
- «О преподавании новых языков» (1917)
- «Учебник французского языка для начинающих» (1924),
- «Французско-русский словарь» (1930)
- «Современный французский язык» (1945, 2-е изд. 1947; совм. с М. Н. Петерсоном)

## Награды
- Орден Ленина
- Орден «Знак Почёта»
- Медаль «За доблестный труд в Великой Отечественной войне 1941—1945 гг.»